# Lista di fiumi d'Italia

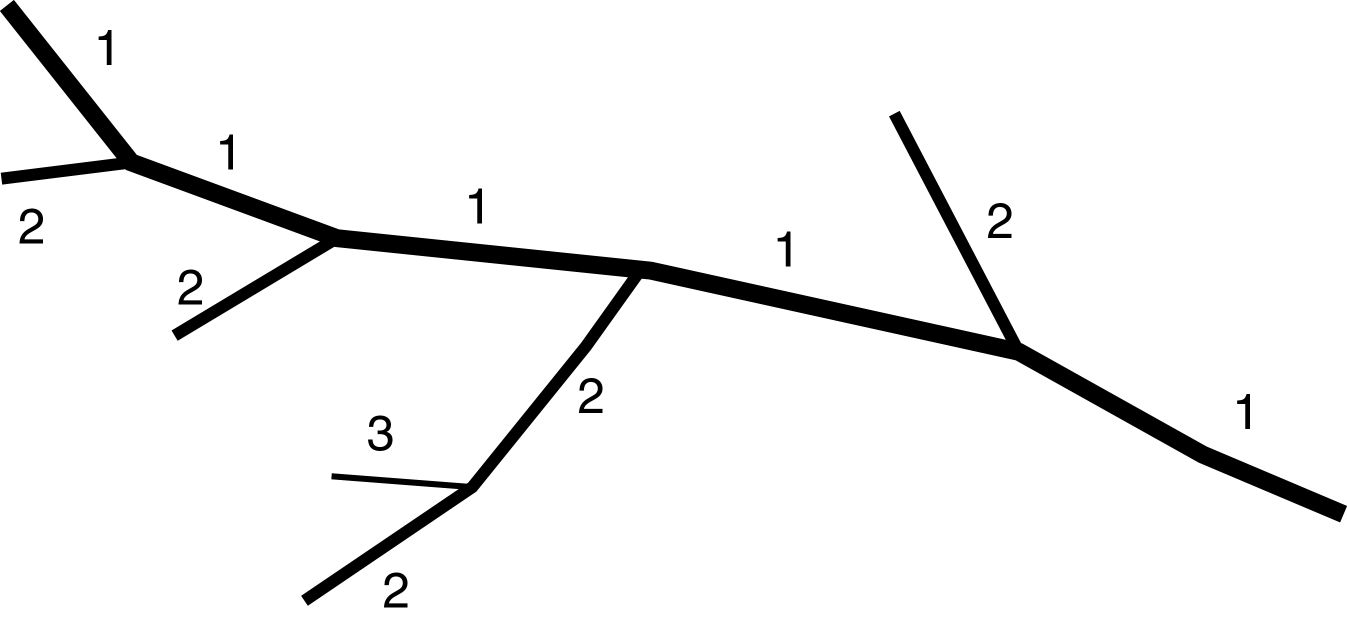
Lo schema del classico grafo ad albero usato per descrivere la gerarchia tra un fiume (ordine 1) e i suoi affluenti e sub-affluenti.

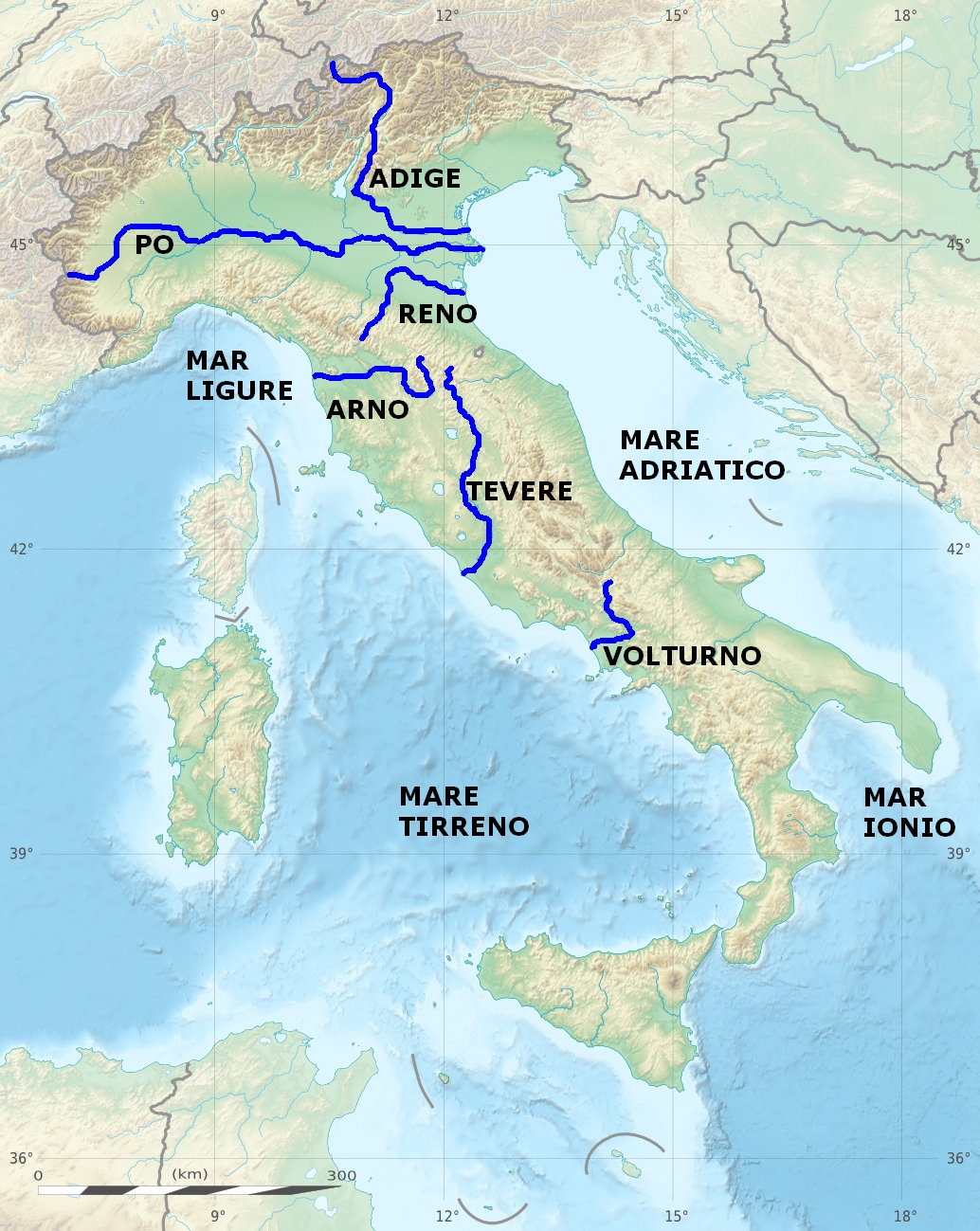
Collocazione di alcuni dei principali fiumi italiani.

Questa lista riguarda i principali fiumi italiani e vuole rappresentare l'organizzazione reticolare delle risorse idriche del paese.
Si tratta di una presentazione ad alberi nella quale vengono riportati i fiumi in base al mare in cui sfociano indicando i relativi affluenti come rami secondari dell'albero (ad esempio il Bartolo è affluente della Slizza che a sua volta è affluente della Drava). In genere viene indicato tra parentesi quando la confluenza tra l'affluente e l'asta fluviale principale avviene all'interno di un lago.

## Bacino del Danubio (Mar Nero)
- Drava (per un breve tratto in Italia)
  - Slizza (per 3/4 in Italia, il resto in Austria)
    - Bartolo

  - Rio Sesto
    - Rio Ixen
    - Rio di Valle Fiscalina (anche conosciuto come Rio Fiscalino)
- Spöl (metà in Italia e metà in Svizzera)
  - Federia
    - Calchéira

  - Acqua del Gallo
    -  Aua da Val Mora (per un breve tratto in Italia, il resto in Svizzera)

  - Canale Torto
  - Ova da Chaschabella

## Bacino del Reno (Mare del Nord)
- Reno di Lei (quasi interamente in Italia)

## Adriatico settentrionale

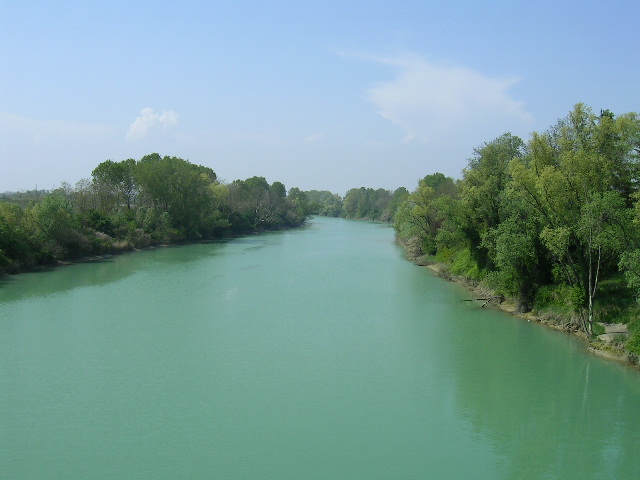
Il Piave presso San Donà.

- Ospo (scorre per circa 1/3 in Slovenia)
- Timavo (nasce in Croazia e scorre quasi interamente in Slovenia)
- Locovez
- Isonzo (per 3/4 in Slovenia)
  - Vipacco (scorre quasi interamente in Slovenia)
  - Torre
    - Natisone (per un breve tratto in Slovenia)
    - Judrio
- Natissa
  - Terzo
- Ausa
- Corno
- Stella
- Tagliamento
  - Fella
  - But
  - Degano
- Lemene
  - Reghena
- Livenza
  - Meschio
  - Monticano
  - Meduna
    - Cellina
    - Noncello
- Piave
  - Padola
  - Ansiei
  - Boite
  - Vajont
  - Maè
  - Ardo
  - Cicogna
  - Limana
  - Cordevole
    - Biois
      - Liera

    - Mis

  - Terche
  - Caorame
  - Sonna
  - Soligo
    - Lierza
- Sile
- Dese
  - Zero
- Marzenego
- Brenta
  - Oliero
  - Cismon
    - Vanoi

  - Bacchiglione
    - Astico
    - Orolo

  - Tergola
  - Muson dei Sassi
    - Musone

  - Frassine
    - Guà
      - Agno
      - Restena

## Bacino dell'Adige (Mar Adriatico)
- Adige

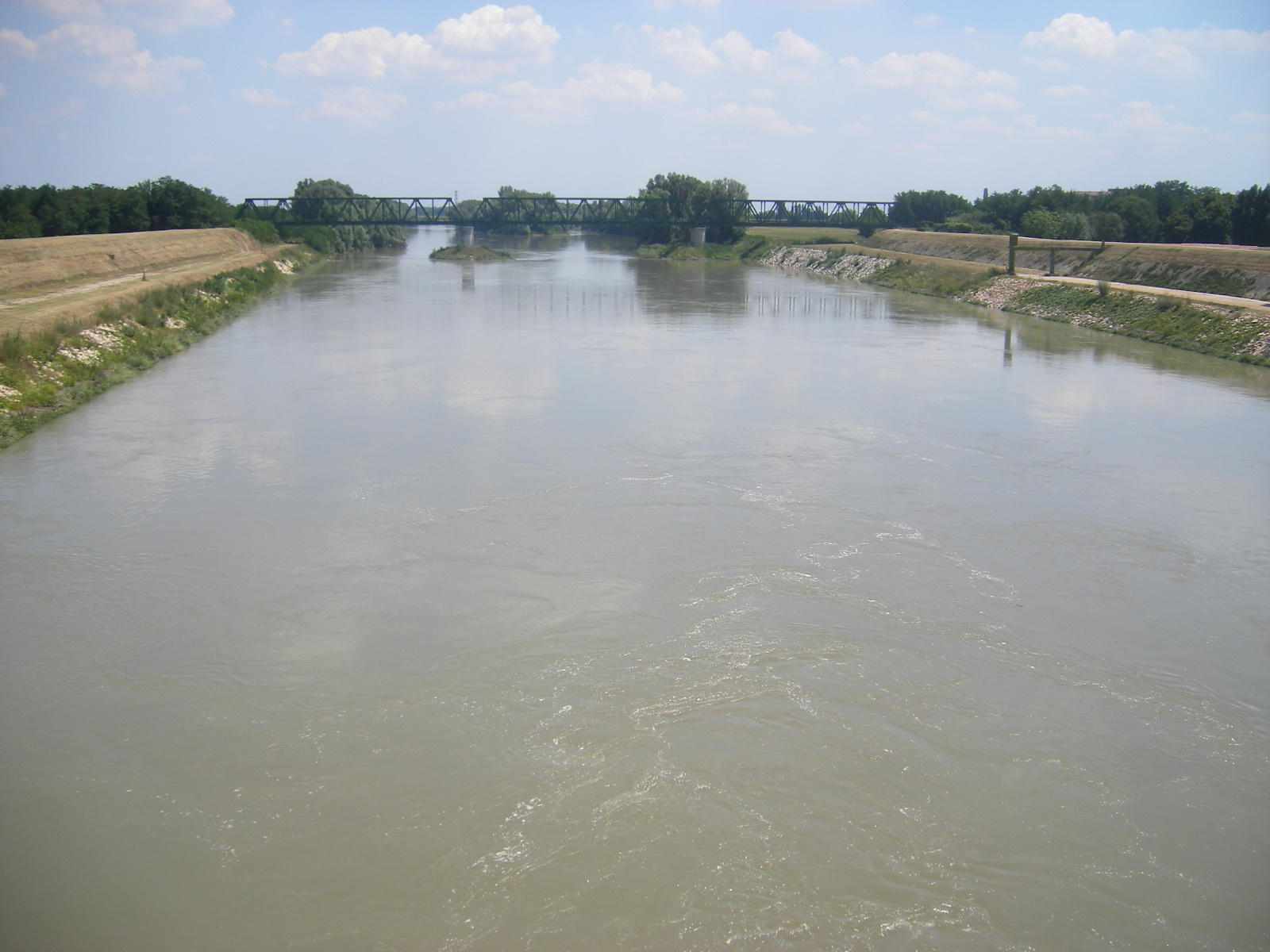
L'Adige a Legnago.

  - Rio Ram (3/4 in Svizzera, il resto in Italia)
  - Puni
  - Saldura
  - Valsura
  - Funes
  - Isarco
    - Rienza
      - Anterselva
      - Rio Casies

    - Lasanca
      - Aurino
      - Rio Gadera

    - Talvera

  - Passirio
  - Avisio
  - Noce
  - Leno
  - Ala
  - Alpone
    - Chiampo
    - Tramigna

## Bacino del Fissero-Tartaro-Canalbianco (Mar Adriatico)

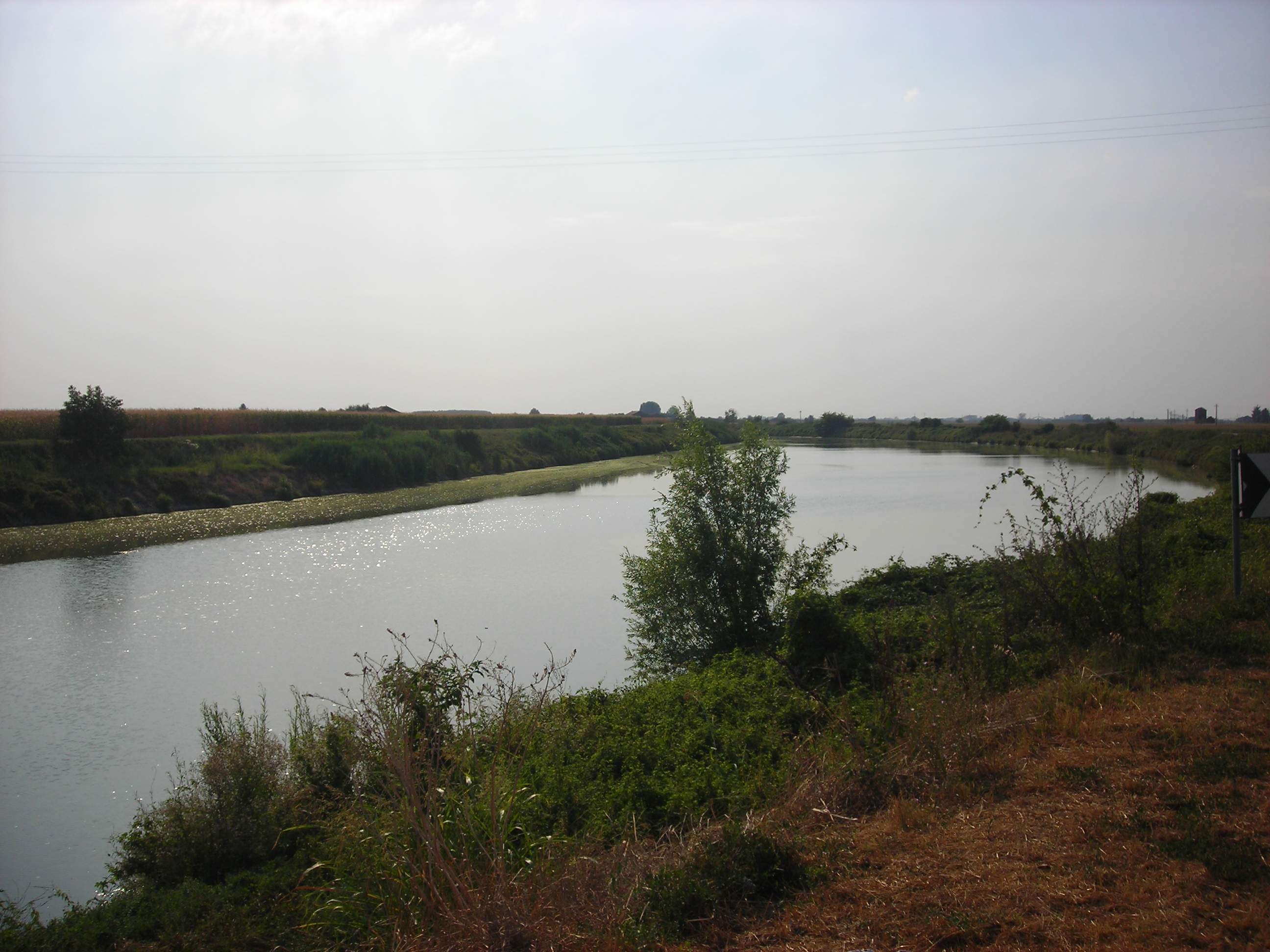
Fiume Tartaro a San Zeno in Valle.

- Tartaro-Canalbianco-Po di Levante
  - Tione dei Monti
  - Tione
  - Fissero
    - Molinella

  - Scolo delle paludi di Ostiglia
  - Tregnon
  - Menago
  - Bussè
  - Fossa Maestra
  - Valdentro
  - Cavo Maestro Bacino Superiore
  - Ramostorto
  - Adigetto
    - Ceresolo
    - Tron
    - Varbella
    - Bresega

  - Collettore Padano Polesano

## Bacino del Po (Mar Adriatico)
- Po
  - Ghiandone
  - Pellice
    - Angrogna
    - Luserna
    - Chiamogna
    - Chisone
      - Germanasca

  - Varaita
    - Varaita di Chianale
    - Varaita di Bellino

  - Maira
    - Grana

  - Meletta
  - Banna
    - Rio Stellone
    - Rioverde

  - Tepice
  - Chisola
    - Noce
    - Rio Torto di Roletto
    - Lemina

  - Sangone
  - Dora Riparia
    - Ripa
      - Thuras

    - Piccola Dora
    - Dora di Bardonecchia
    - Cenischia
    - Rio Gerardo
    - Gravio
    - Gravio di Condove
    - Sessi
    - Messa

  - Stura di Lanzo
    - Stura di Ala
    - Stura di Valgrande
    - Stura di Viù
    - Tesso
    - Ceronda
      - Casternone

  - Rio di Valle Maggiore
  - Malone
    - Viana
      - Levone

    - Fandaglia
    - Fisca
    - Bendola

  - Orco
    - Ribordone
    - Soana
      - Forzo

    - Gallenca
    - Piova
    - Malesina

  - Leona
  - Dora Baltea
    - Dora di Veny
    - Dora di Ferret
    - Dora di La Thuile
    - Dora di Valgrisenche
    - Dora di Rhêmes
    - Savara
    - Grand Eyvia
    - Clavalite
    - Buthier
      - Arranavar

    - Saint-Barthélemy
    - Marmore
    - Evançon
    - Ayasse
    - Lys
    - Chiusella
      - Savenca

  - Stura del Monferrato
  - Sesia
    - Otro
    - Vogna
    - Sorba
    - Mastallone
    - Sermenza
      - Cavaione

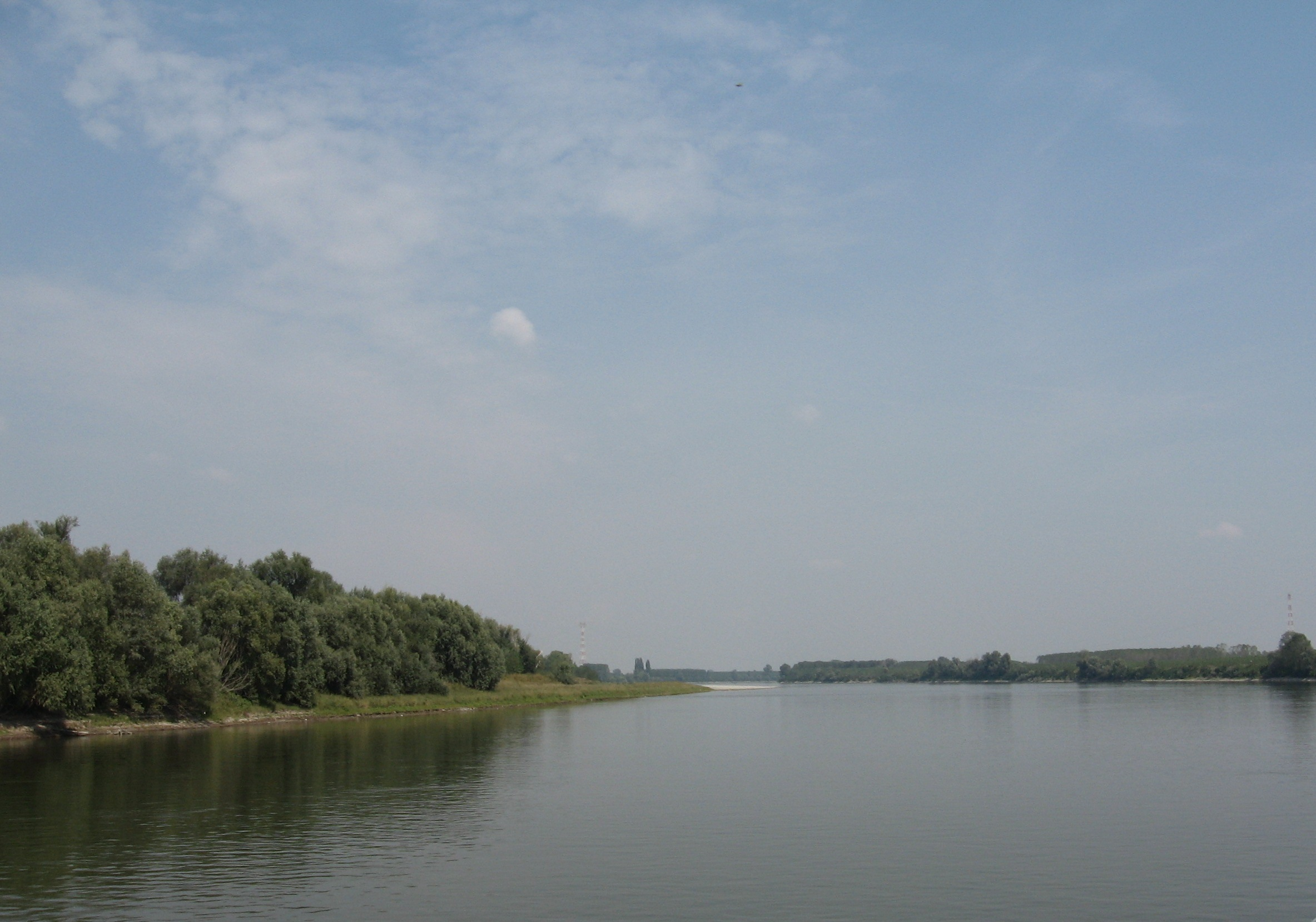
Il Po in provincia di Parma.

      - Egua (tramite il Lago di Rimasco)

    - Sessera
      - Ponzone
      - Strona di Postua

    - Cervo
      - Oropa
      - Strona di Mosso
        - Quargnasca
          - Chiebbia

      - Ostola
        - Bisingana

      - Guarabione
      - Elvo
        - Ingagna
          - Viona

        - Oremo
        - Olobbia

      - Rovasenda
      - Marchiazza

    - Bona
    - Marcova
    - Roggia Stura

  - Rotaldo
  - Grana del Monferrato
  - Tanaro
    - Armella
    - Cevetta
    - Cusina
    - Rea
    - Mondalavia
    - Talloria
    - Cherasca
    - Beccati
    - Bormida
      - Bormida di Spigno
        - Valla
        - Bormida di Pallare
        - Bormida di Mallare

      - Bormida di Millesimo
        - Osiglietta
        - Zemola
        - Uzzone
        - Tatorba d'Olmo
        - Tatorba

      - Erro
      - Visone
      - Caramagna
      - Stanavazzo
      - Orba
        - Amione
        - Lemme
          - Neirone
          - Rio delle Acque Striate

        - Piota
          - Gorzente

        - Stura di Ovada
        - Olbicella

    - Belbo
      - Trionzo
      - Rio Nizza
      - Tinella
      - Rio Sernella-Perazzo
      - Rio Sarmassa

    - Tiglione
    - Borbore
      - Triversa
        - Rio Meinia
        - Rio di Monale

    - Versa
    - Stura di Demonte
      - Corborant
      - Cant
      - Gesso
        - Vermenagna
        - Gesso di Valletta
          - Gesso di Entracque
            - Busset

      - Ischiator
      - Neraissa

    - Pesio
      - Brobbio
        - Josina
        - Colla

    - Ellero
      - Maudagna

    - Corsaglia
      - Casotto
      - Mongia

  - Scrivia
    - Brevenna
    - Vobbia
    - Borbera
      - Sisola

    - Spinti
    - Grue

  - Agogna
    - Grua
    - Sizzone
    - Lirone
    - Strona di Briona
    - Arbogna-Erbognone

  - Terdoppio
  - Curone
  - Staffora
    - Ardivestra
    - Nizza

  - Ticino (per 1/4 scorre in Svizzera)
    - Toce (tramite il Lago Maggiore)
      - Bogna
      - Diveria (per metà in Svizzera e per metà in Italia)
        - Cairasca

      - Melezzo O.
      - Anza
      - Ovesca
      - Strona
        - Nigoglia
          - Scarpia (tramite il Lago d'Orta)
          - Pellino (tramite il Lago d'Orta)
          - Plesna (tramite il Lago d'Orta)
          - Qualba (tramite il Lago d'Orta)
          - Fiumetta (tramite il Lago d'Orta)
          - Pescone (tramite il Lago d'Orta)

    - Maggia (tramite il Lago Maggiore; scorre interamente in Svizzera)
      - Melezzo (per metà in Svizzera e per metà in Italia)
        - Isorno (per un terzo in Italia e due terzi in Svizzera)

    - Cannobino (tramite il Lago Maggiore)
    - San Bernardino (tramite il Lago Maggiore)
    - Stronetta (tramite il Lago Maggiore)
    - Selvaspessa (tramite il Lago Maggiore)
    - Airola-Erno (tramite il Lago Maggiore)
    - Boesio (tramite il Lago Maggiore)
    - Giona (tramite il Lago Maggiore)
    - Strona

  - Coppa
  - Scuropasso
  - Versa
  - Olona
    - Lura

  - Lambro
    - Lambro meridionale
    - Seveso

  - Tidone
  - Trebbia
    - Aveto

  - Nure
  - Chiavenna
  - Adda
    - Poschiavino (scorre quasi interamente in Svizzera)
    - Mera (tramite il Lago di Como)
    - Fiumelatte (tramite il Lago di Como)
    - Serio
      - Nossana

    - Brembo
      - Enna
        - Remola
        - Bordesigli
        - Chignolo

      - Imagna

    - Mera (per metà in Svizzera e per metà in Italia)
      - Liro

    - Mallero
    - Molgora
    - Gavia

  - Arda
    - Ongina

  - Taro
    - Ceno
    - Stirone

  - Parma
    - Baganza

  - Enza
    - Cedra
    - Termina
    - Masdone

  - Crostolo
    - Modolena

  - Oglio
    - Cherio
      - Tadone

    - Borlezza (tramite il Lago d'Iseo)
    - Bagnadore  (tramite il lago di Iseo)
    - Calchere  (tramite il lago di Iseo)
    - Cortelo  (tramite il lago di Iseo)
    - Rino di Vigolo  (tramite il lago di Iseo)
    - Rino  (tramite il lago di Iseo)
    - Chiese
      - Re di Anfo (tramite il Lago d'Idro)
      - Caffaro
        - Vaia

    - Mella

  - Sarca-Mincio
    - Ponale (tramite il Lago di Garda)
    - Toscolano (tramite il Lago di Garda)
    - Magnone (tramite il Lago di Garda)
    - Aril (tramite il Lago di Garda)

  - Secchia
    - Secchiello
    - Dolo
      - Dragone

    - Tresinaro

  - Panaro
    - Scoltenna
      - Rio Asinari
      - Rio Grosso
      - Rio Perticara
        - Rio Fontanacce

      - Rio delle Tagliole

    - Leo
      - Dardagna

    - Guerro
    - Tiepido

## Bacino del Reno (Mar Adriatico)

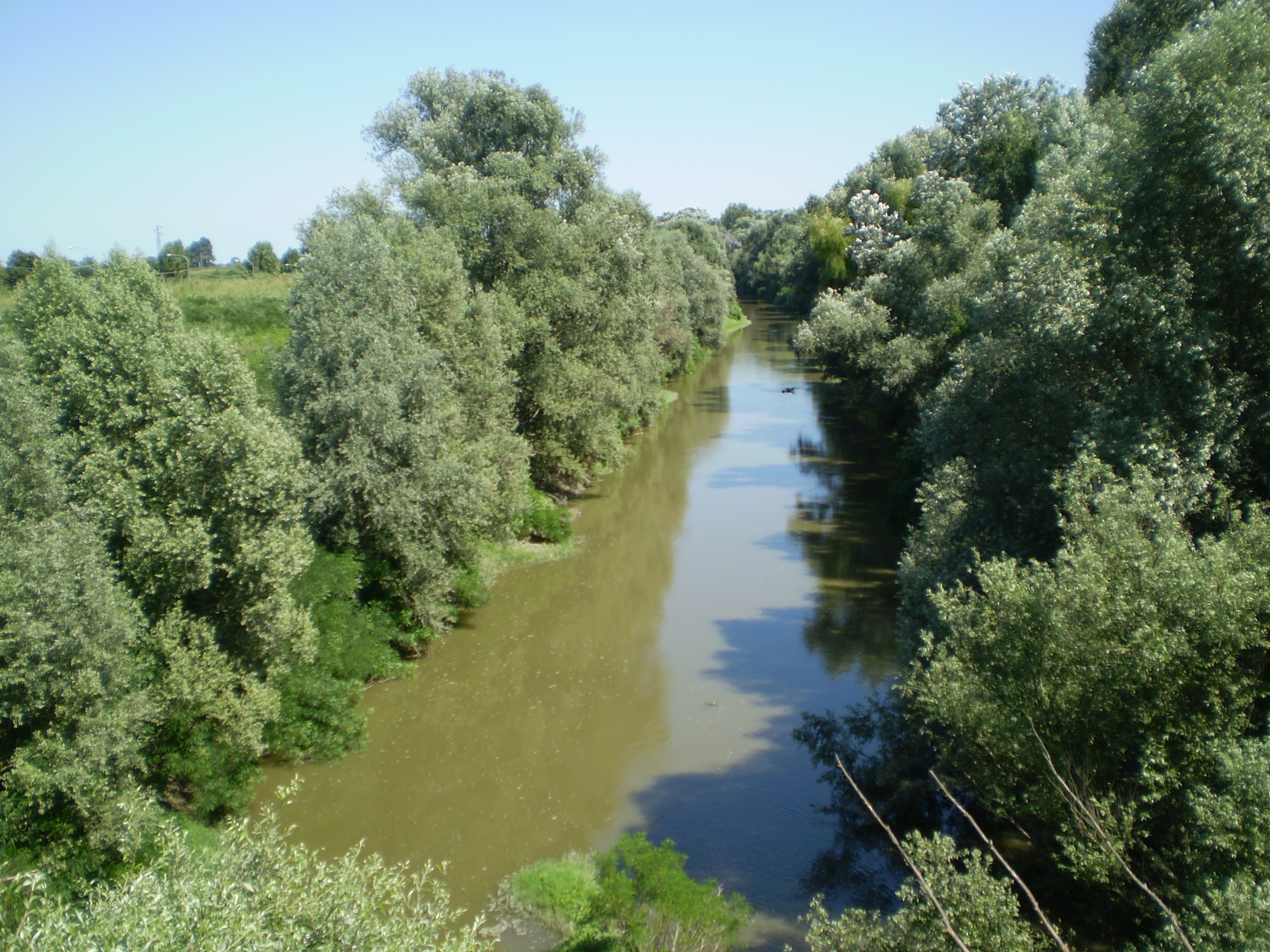
Il Reno a Molinella.

- Reno
  - Maresca
  - Orsigna
  - Randaragna
  - Limentra di Sambuca
  - Rio Maggiore
  - Limentra di Treppio
  - Silla
  - Marano di Reno
  - Vergatello
    - Aneva

  - Venola
  - Rio del Piantone
  - Setta
    - Brasimone
    - Sambro
    - Gambellato

  - Samoggia
    - Lavino
      - Landa
      - Ghironda
        - Podice

    - Ghiaia di Serravalle

  - Navile
  - Idice
    - Savena
    - Zena
    - Quaderna
      - Centonara
      - Gaiana

  - Sillaro
    - Sabbioso
    - Sellustra

  - Santerno
    - Rovigo
    - Diaterna
    - Sanguinario

  - Senio
    - Sintria

## Adriatico centromeridionale
- Lamone
  - Marzeno
  - Campigno
- Fiumi Uniti
  - Montone
  - Bidente/Ronco
- Savio
- Rubicone
- Marecchia

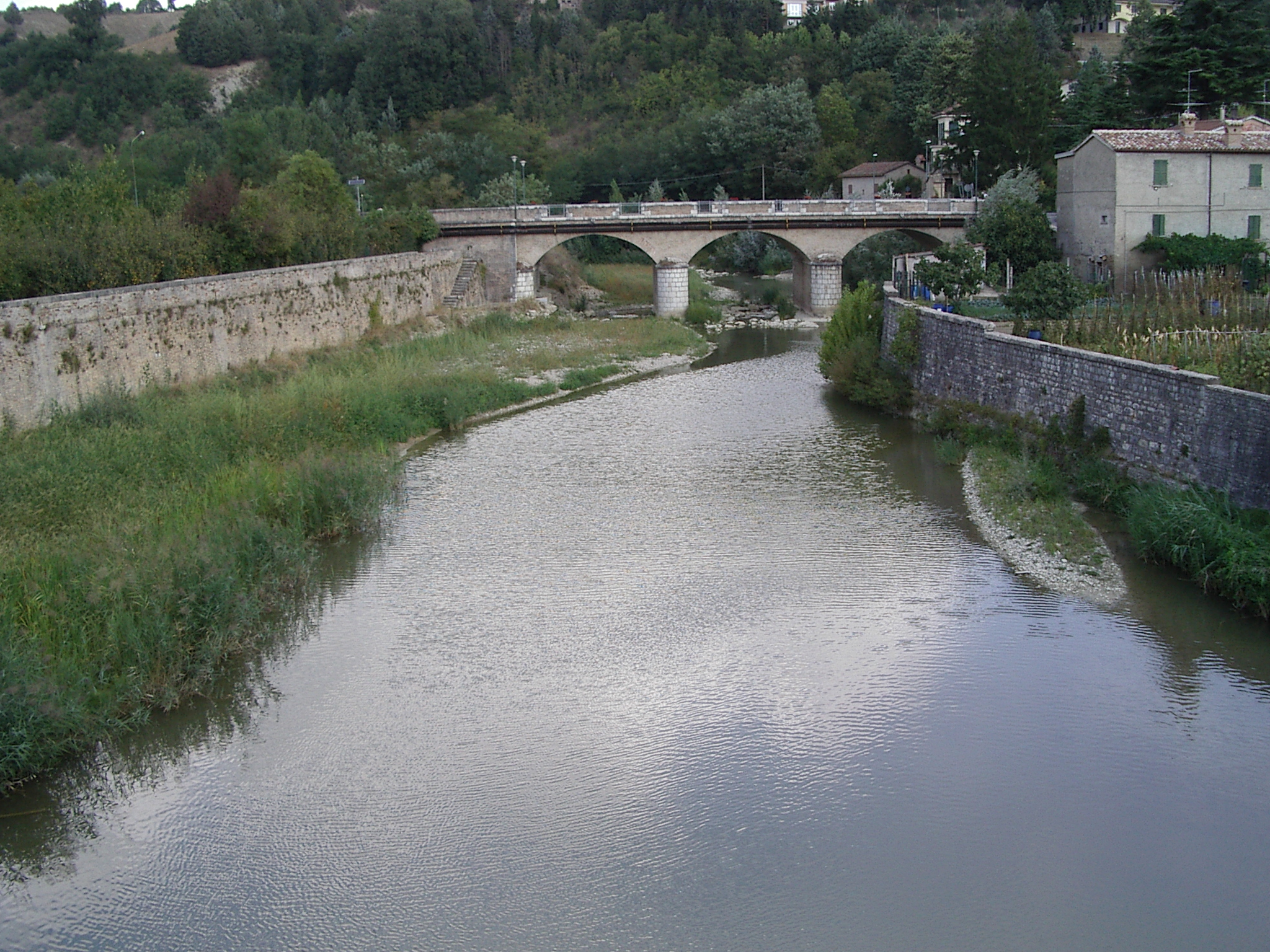
Il Metauro a Sant'Angelo in Vado.

  - Ausa (per metà nella Repubblica di San Marino)
- Marano (per 1/3 nella Repubblica di San Marino)
  - Fiumicello
- Conca
- Foglia
- Metauro
  - Candigliano
- Cesano
- Misa
  - Nevola
- Esino
  - Sentino
- Musone
- Potenza
- Asola
- Chienti
  - Fiastrone
  - Fiastra
    - Entogge
    - Fosso Piceno
    - Fosso Leone

  - Ete morto
    - Tifa
    - Salzaro
    - Bàgnere

  - Cremone
    - Fossò S. Agata
- Tenna
- Ete vivo
- Aso
- Tesino
- Tronto
  - Fluvione
  - Castellano
  - Tallacano
- Vibrata
- Salinello
- Tordino
  - Vezzola
  - Fiumicino
- Vomano
  - Mavone
- Saline
  - Fino
  - Tavo
- Aterno-Pescara
  - Sagittario
    - Tasso

  - Nora
  - Tirino
- Sangro
  - Verde
    - Aventino
- Osento
- Sinello
- Trigno
  - Treste
- Biferno
- Fortore
  - Tappino
- Candelaro
  - Celone
  - Salsola
    - Vulgano

  - Triolo
- Cervaro
- Carapelle
  - Frugno
  - Carapellotto
- Ofanto
  - Fiumicello
  - Ficocchia
  - Fiumara di Atella
  - Olivento
  - Torrente Locone
  - Cortino (o Isca)
  - Sarda
  - Orata
  - Osento
  - Marana Capacciotti

## Ionio

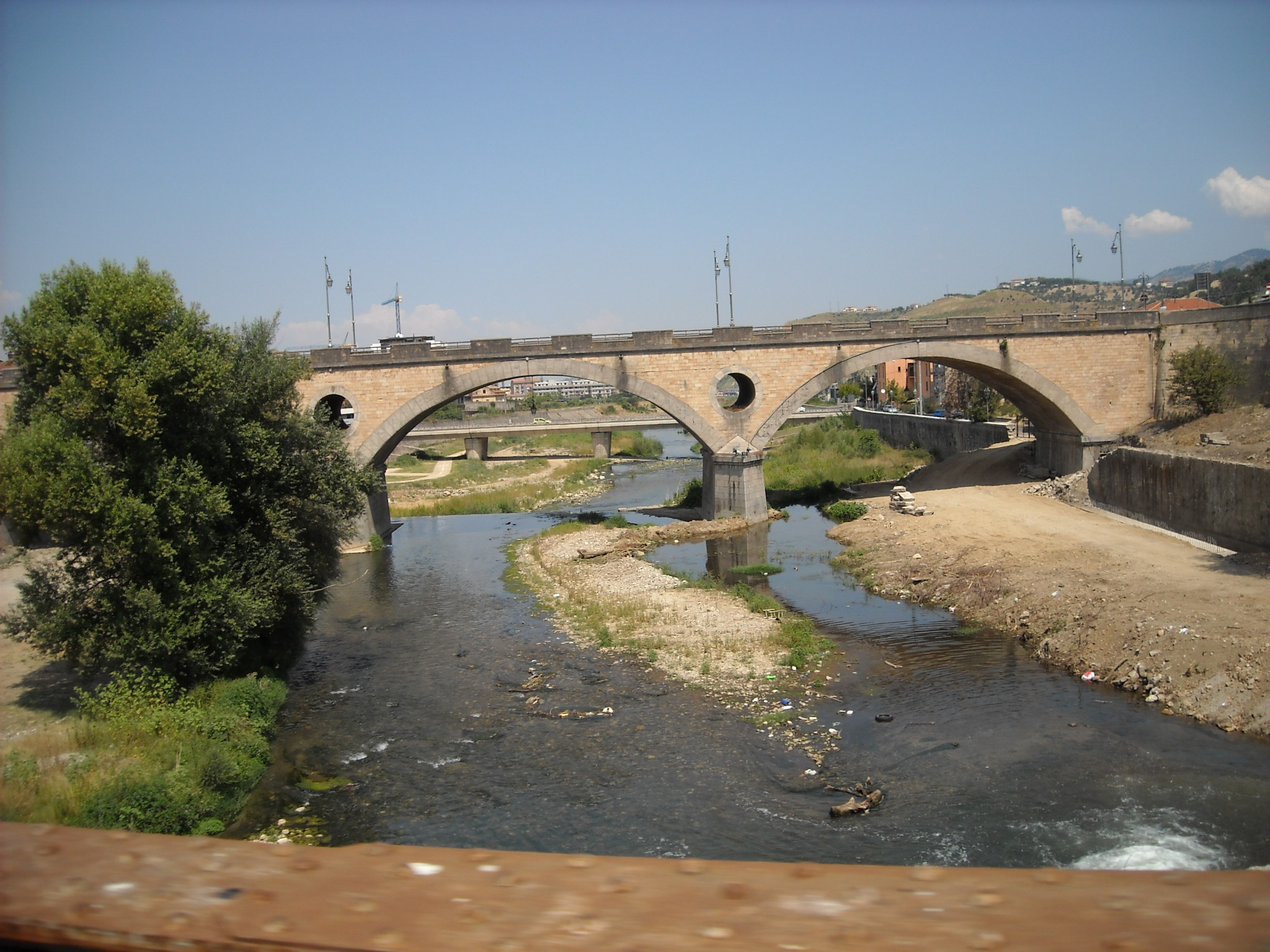
Il Crati a Cosenza.

- Asso
- Bradano
  - Gravina (fiume)
  - Basentello
  - Bilioso
- Basento
  - Gallitello
  - Tora
  - Lavannarello
- Cavone
- Corace
- Agri
  - Sauro
- Sinni
  - Sarmento
  - Serrapotamo
- Crati
  - Busento
  - Mucone
  - Arente
  - di Duglia
  - Coscile o Sibari
    - Esaro
- Trionto
- Nicà
- Lipuda
- Neto
  - Vitravo
  - Lese
  - Ampollino
- Esaro
- Tacina
- Simeri
- Alli

## Tirreno meridionale

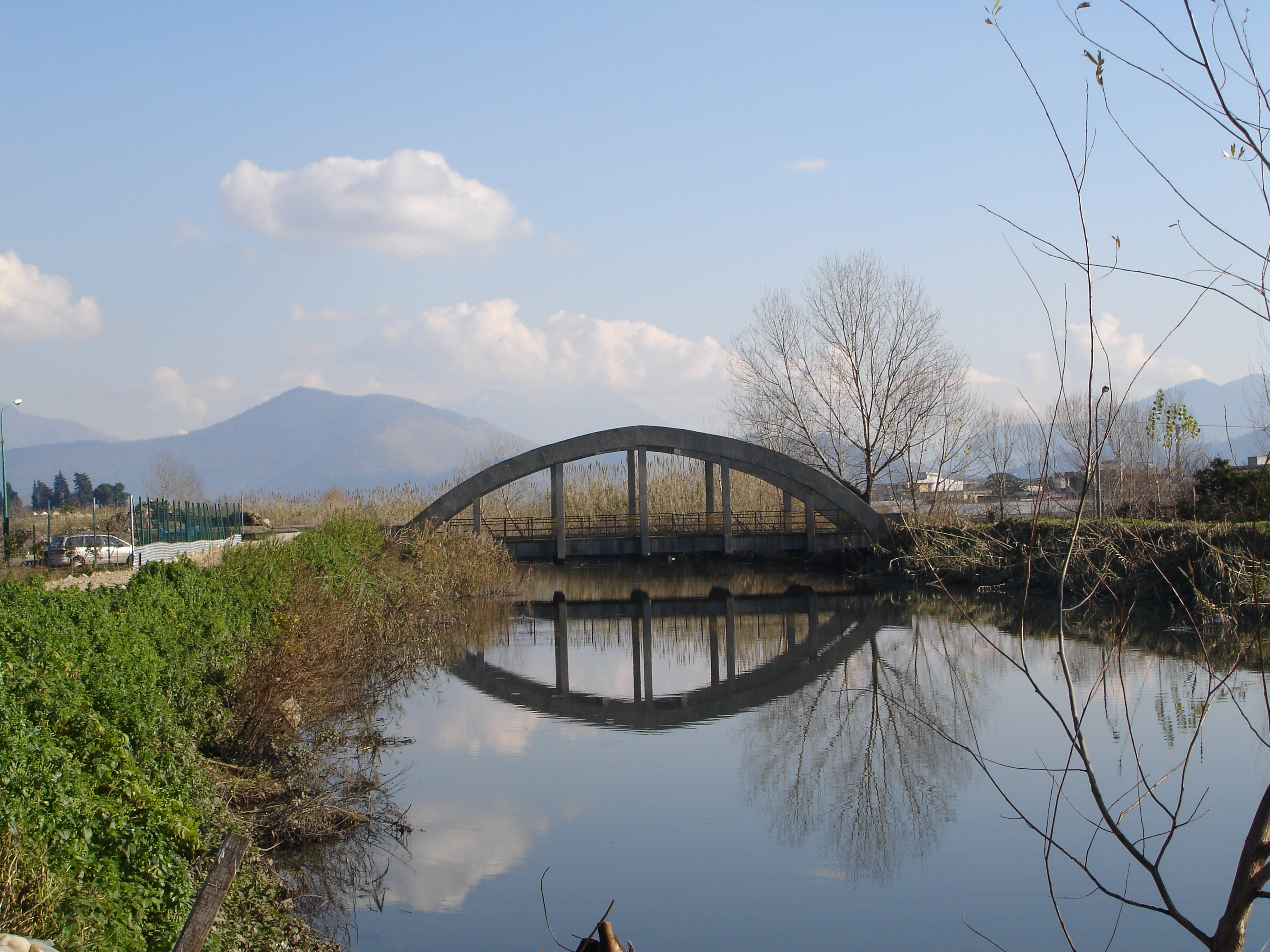
Il Sarno a San Marzano.

- Abatemarco
- Alento
- Angitola
- Amato
- Bussento
- Irno
- Lao
- Lambro
- Mingardo
- Noce-Castrocucco
- Petrace
- Picentino
- Sarno
- Savuto
- Tusciano
- Sele
  - Tanagro
    - Bianco
      - Melandro
      - Platano

  - Pergola
  - Calore Lucano

## Bacino del Volturno
- Volturno
  - Iemmare
  - Rio San Pietro
  - Rio Chiaro
  - Vandra
  - Cavaliere
    - Sordo
    - Carpino

  - Lorda
  - San Bartolomeo
  - Sava
  - Lete
  - Pucciano
    - Torrepuni

  - Torano

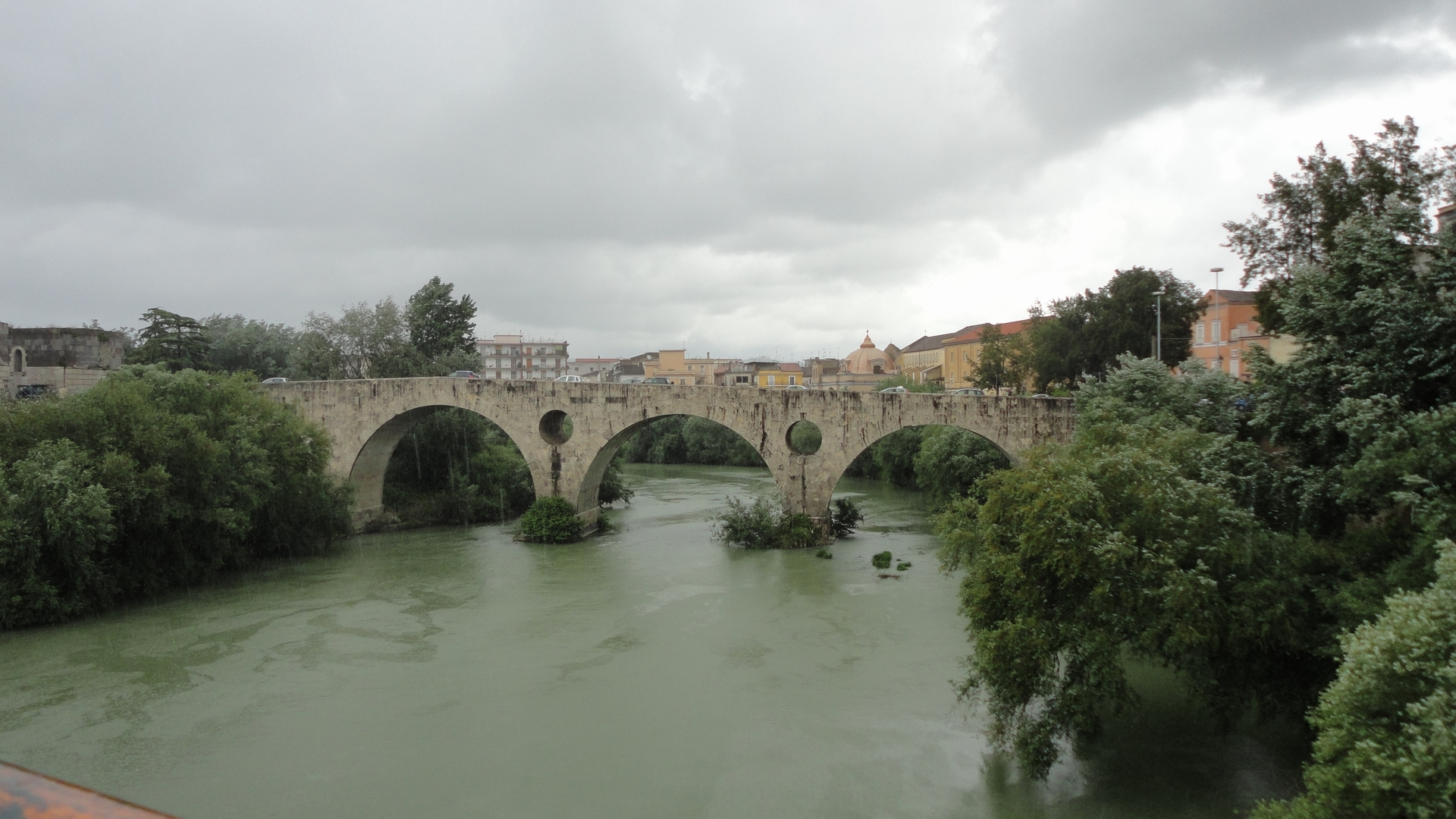
Il Volturno a Capua.

  - Arvento ( detto anche Adventus, Advento)
  - Rivo Tella
  - Titerno
  - Calore Irpino
    - Tammaro
      - Reinello
      - Tammarecchia
      - Sassinoro

    - Ufita
      - Miscano
        - Ginestra

      - Fiumarella

    - Sabato
    - Isente

  - Isclero

## Bacino del Garigliano
- Liri-Garigliano

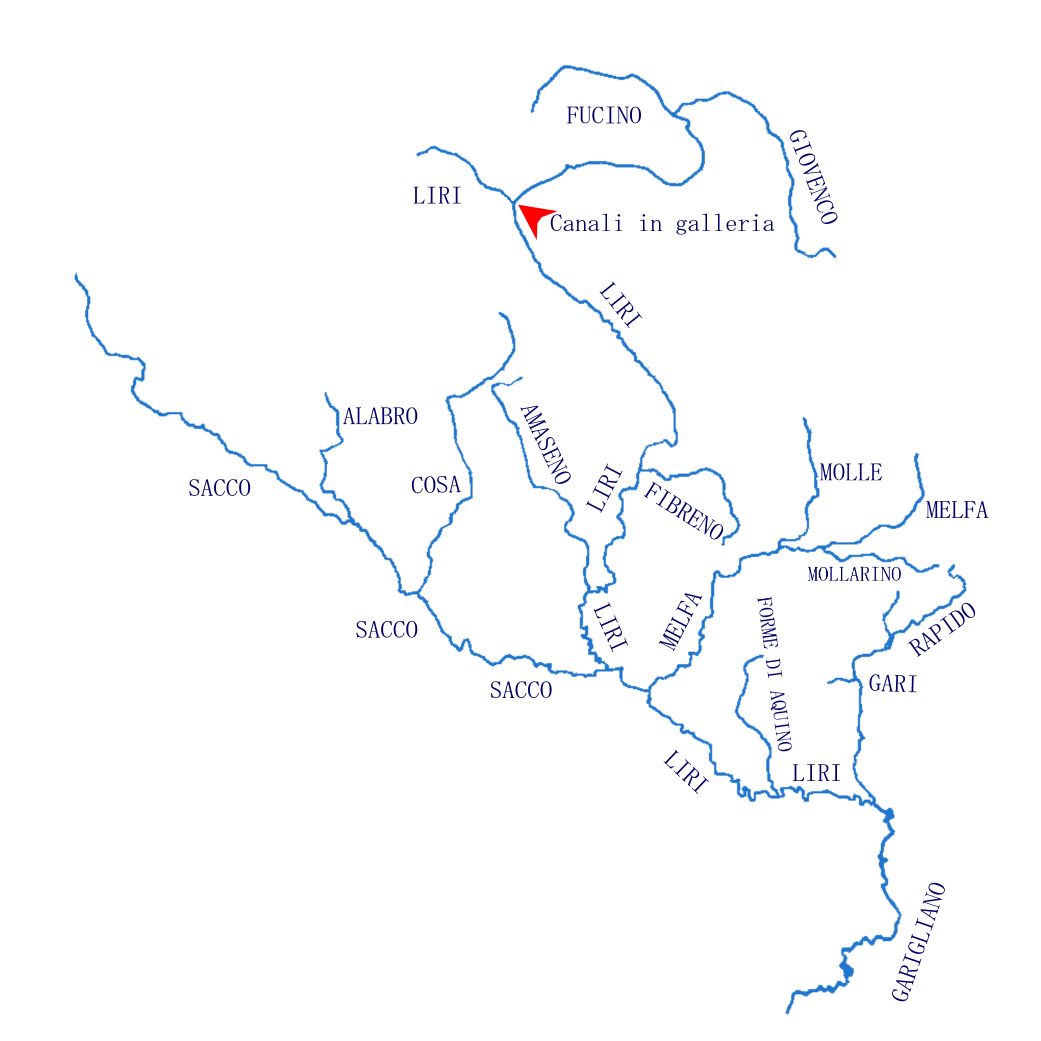
Schema del bacino idrografico Liri-Garigliano

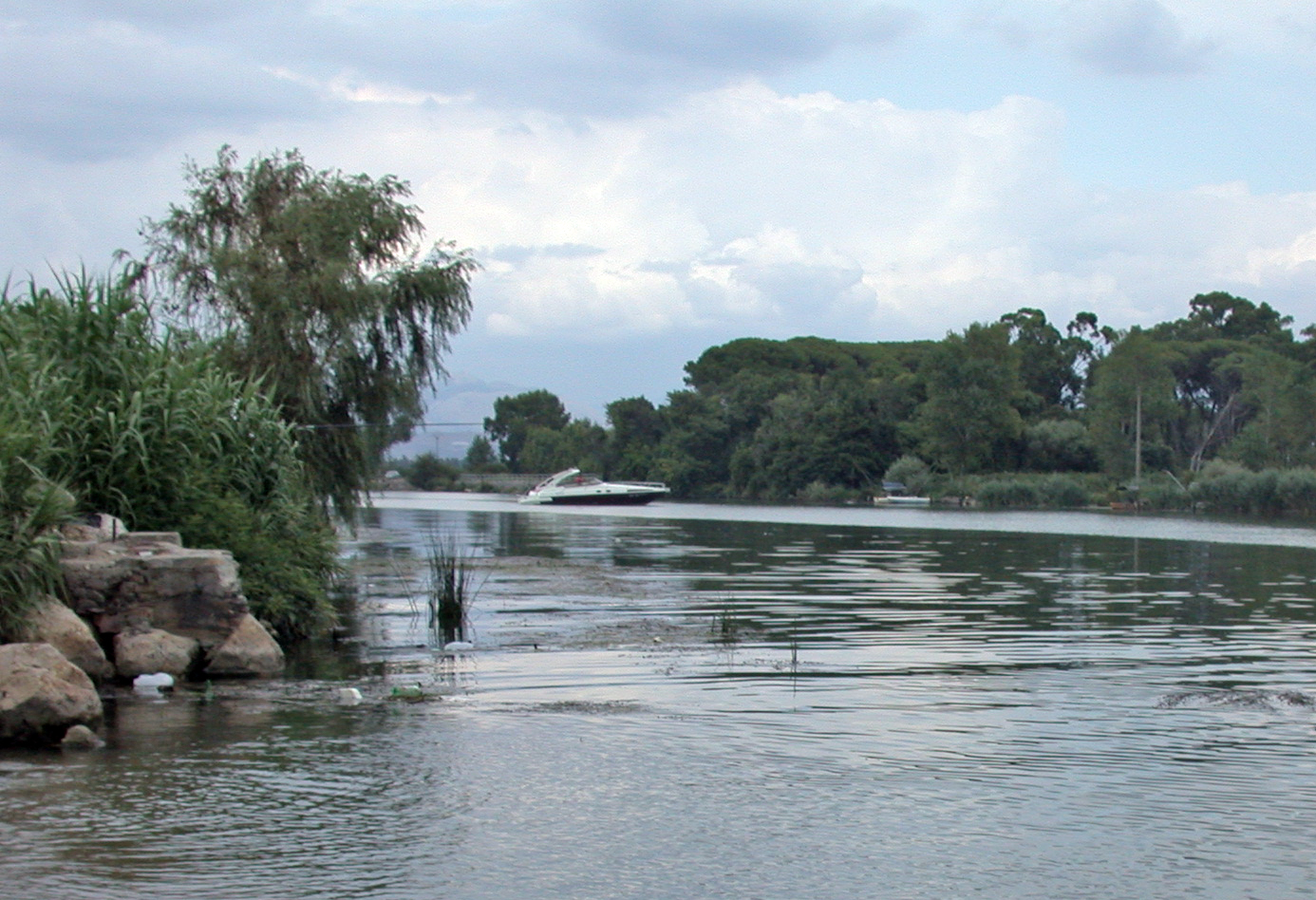
La foce del Garigliano.

  - Canale Torlonia (emissario Fucino)
  - Lacerno
  - Fibreno
  - Amaseno
    - Il Rio

  - Melfa
    - Mollo
      - Rava

  - Sacco
    - Cosa
    - Alabro

  - Le Forme d'Aquino
  - Forma Quesa
  - Gari
  - Peccia
  - Ausente

## Bacino del Tevere

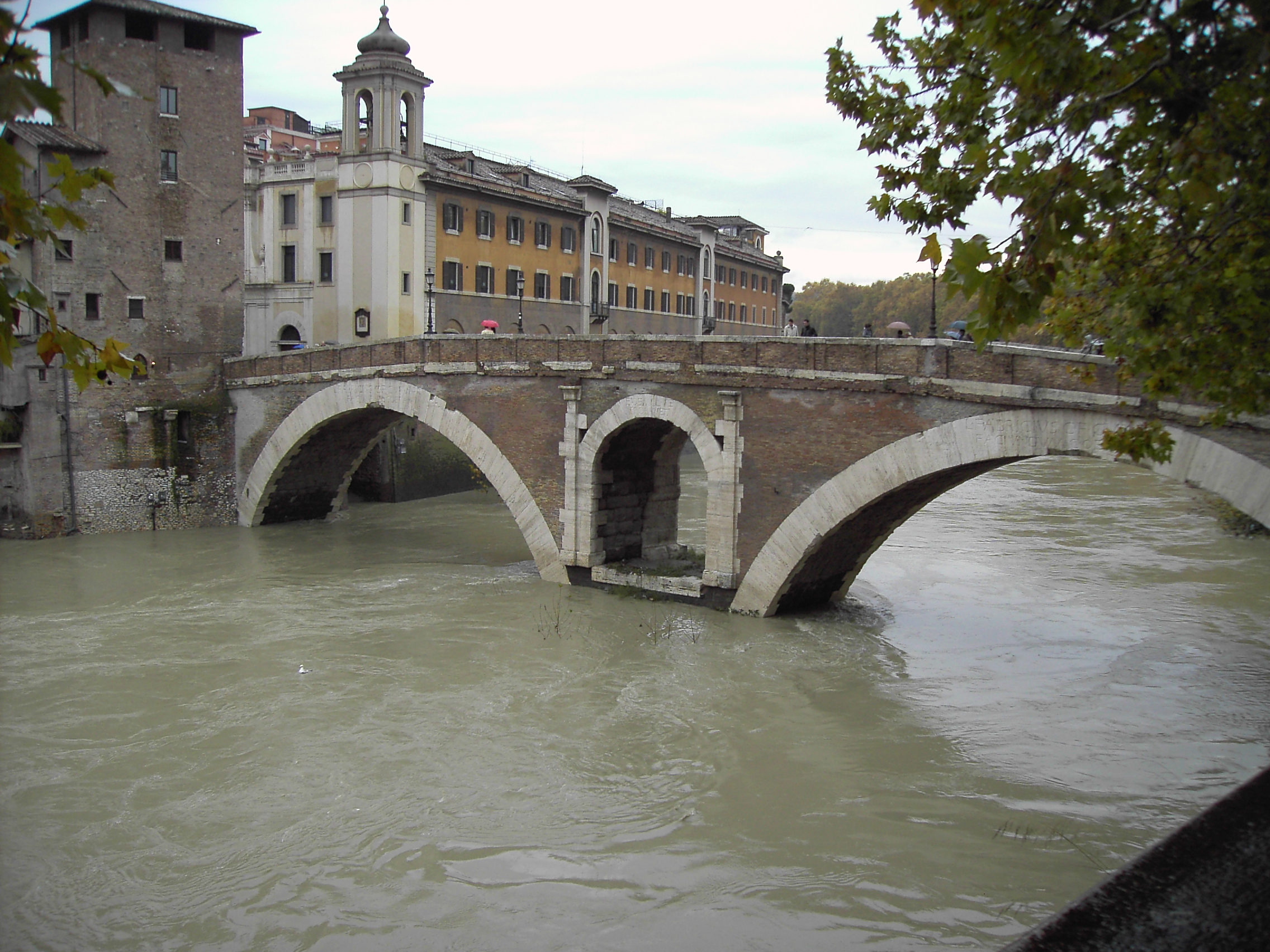
Il Tevere in piena a Roma.

- Tevere
  - Aniene
  - Nera
    - Velino
      - Turano
      - Salto
      - Peschiera

  - Paglia
    - Chiani
      - Astrone

  - Treja
    - Rio Vicano

  - Nestore
    - Fersinone
    - Calvana
    - Puglia
    - Cestola
    - Fossatone
    - Genna
    - Caina
    - Faenella
    - Faena

  - Almone
  - Chiascio
    - Topino
      - Chiona
      - Menotre
      - Clitunno
      - Ose

    - Tescio
    - Rasina

  - Carcaione

## Tirreno centrale

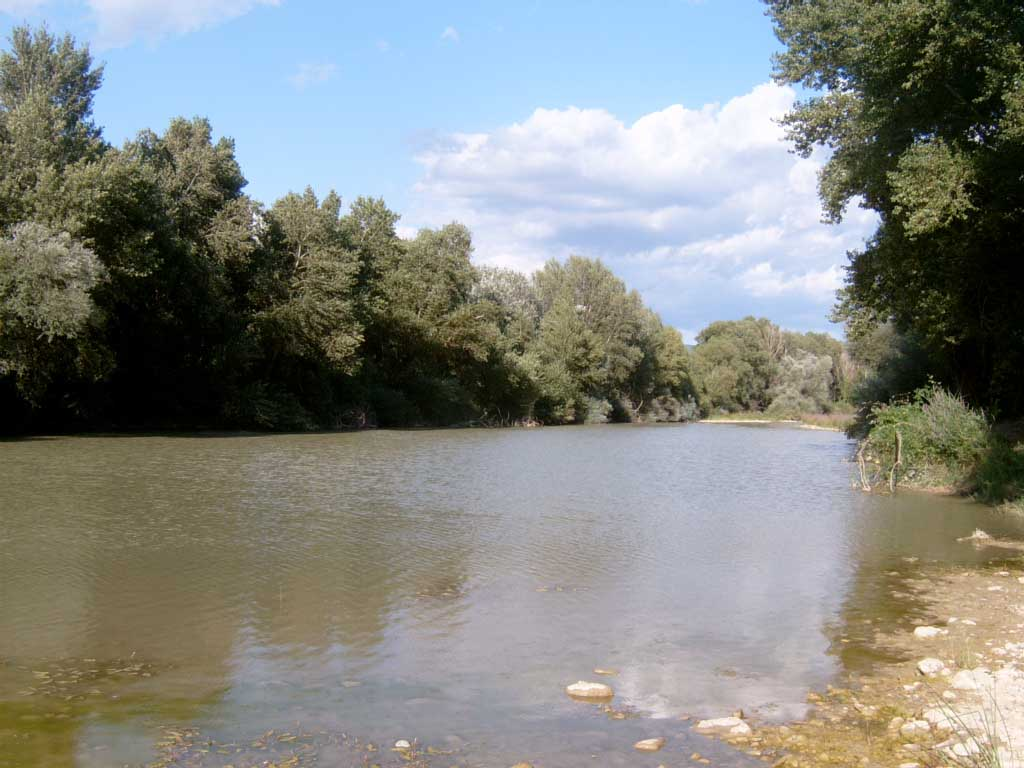
L'Ombrone ad Arcille.

- Arrone
- Astura
- Marta
- Mignone
- Fiora
- Chiarone
- Albegna
  - Castione
  - Fiascone
- Ombrone Grossetano
  - Orcia
    - Ente
      - Zancona

  - Arbia
  - Merse
    - Farma

  - Maiano
- Bruna
  - Rugo
- Pecora
- Cornia

## Bacino dell'Arno
- Arno
  - Era
    - Cascina
    - Ragone
    - Sterza
    - Capriggine
    - Roglio
      - Racosa

  - Orme
  - Elsa
  - Ombrone Pistoiese
    - Calice
      - Brana

    - Stella

  - Pesa
  - Bisenzio
    - Carigiola
    - Fiumenta
    - Rio Buti
    - Marinella
    - Marina
    - Fosso Macinante
    - Fosso Reale

  - Sieve
    - Stura del Mugello

  - Greve
  - Ambra
  - Vingone (torrente)
    - Fosso di Ghindossoli

  - Vicano (torrente)
  - Usciana

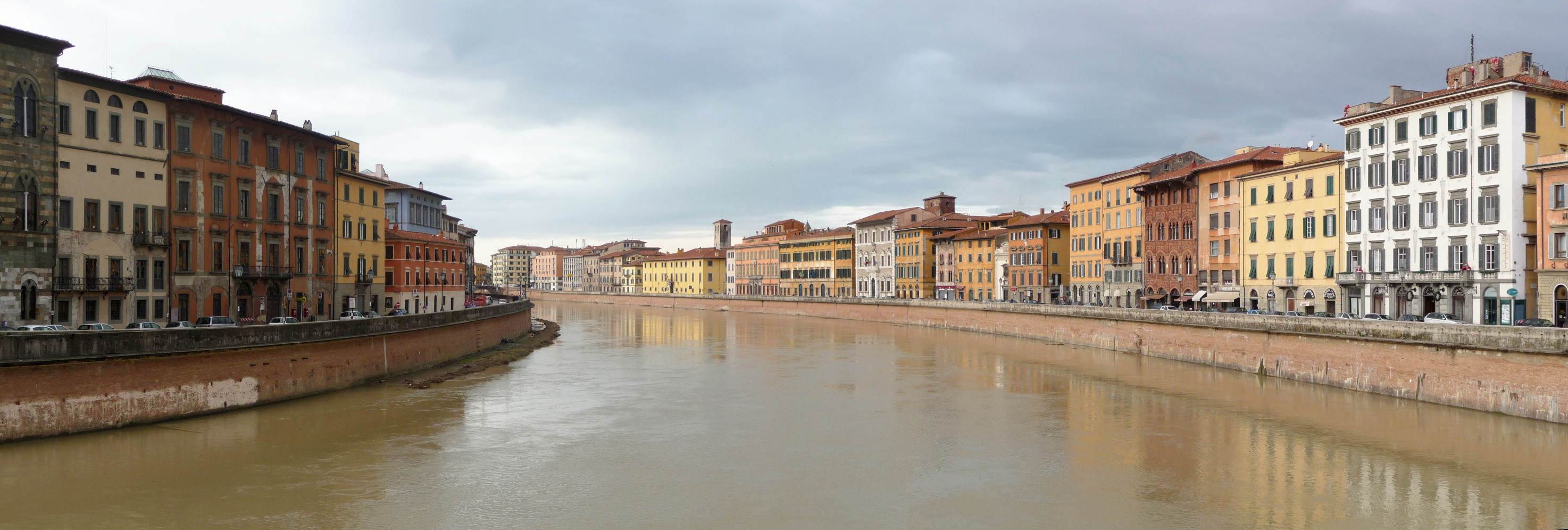
L'Arno a Pisa.

    - Pescia (tramite il Padule di Fucecchio)
    - Pescia di Collodi (tramite il Padule di Fucecchio)
    - Nievole (tramite il Padule di Fucecchio)

## Ligure

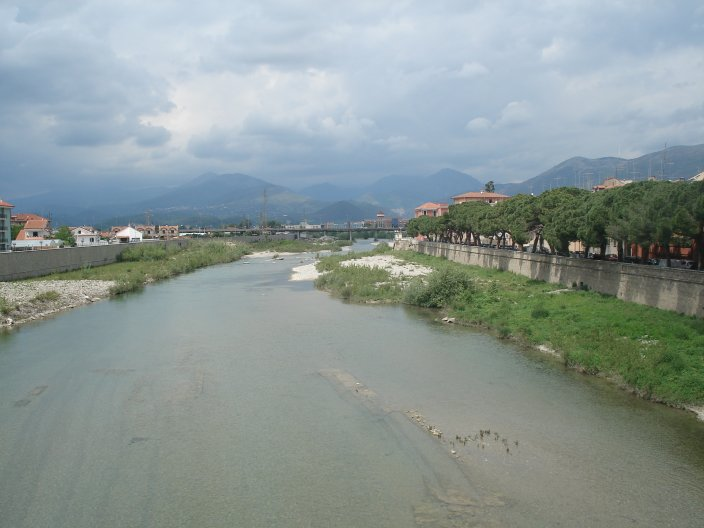
Il Centa ad Albenga.

I fiumi e torrenti tributari del Mar Ligure sono riportati nella lista partendo da quelli che hanno la foce più ad est e procedendo poi verso ovest.
- Cecina
  - Pavone
- Fine (fiume)
- Chioma
- Ardenza
  - Botro del Molino
- Ugione
  - Cigna
  - Rio dall'acqua puzzolente
- Scolmatore dell'Arno
  - Tora
    - Tanna
    - Morra
- Arno (vedi paragrafo ad-hoc)
- Serchio
  - Loppora
  - Lima
    - Sestaione
    - Volata
    - Torrente Verdiana
    - Limestre
- Camaiore
- Versilia
  - Vezza
  - Serra
- Frigido
- Cinquale
- Carrione
- Parmignola
- Magra
  - Caprio
  - Magriola
  - Verde
  - Bagnone
  - Taverone
  - Aulella
  - Vara
    - Pignone
    - Durasca
- Gromolo
- Petronio
- Entella
  - Lavagna
    - Litteglia

  - Sturla
  - Graveglia
- Boate
- Recco
- Nervi
- Sturla
- Bisagno
  - Fereggiano
- Polcevera
  - Riccò
  - Secca
    - Sardorella

  - Verde
- Chiaravagna
- Varenna
- Branega
- Leira
  - Acquasanta
- Cerusa
- Lerone
- Arrestra
- Teiro
- Sansobbia
  - Rio Basco
- Letimbro
  - Lavanestro
- Quiliano
- Segno
- Sciusa
- Pora
  - Aquila
- Varatella
- Centa
  - Arroscia
    - Lerrone
    - Giara di Rezzo

  - Neva
    - Pennavaira
- Merula
- San Pietro
- Steria
- Impero
- Prino
- Argentina
- Armea
- Verbone
- Nervia
  - Barbaira
  - Merdanzo
- Roia (per 2/3 in Francia)
  - Bevera
- Rio San Luigi (in parte sul confine tra Italia e Francia)

## Sicilia

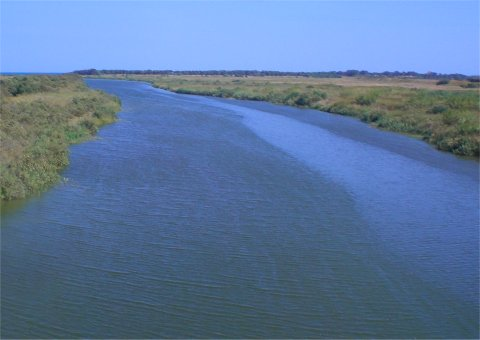
La foce del Simeto.

- Simeto
  - Salso Cimarosa
  - Troina
  - Gornalunga
  - Dittaino
- Alcantara
  - Femmina Morta
  - (da sinistra)
    - San Paolo
    - Flascio
    - Favoscuro
    - Roccella
    - Fortina
    - Petrolo
    - San Cataldo

  - (da destra)
    - Sciambro
    - Sobrera
    - San Zito
- Gornalunga
- San Leonardo
- Marcellino
- Alfeo
- Anapo
- Ciane
- Cassibile
- Asinaro
- Tellaro
  - Tellesimo
- Fiumara di Modica
- Irminio
  - Mastratto
  - Ciaramite
  - San Leonardo
  - Santa Domenica
- Rifriscolaro
- Ippari
- Dirillo
  - Mazzarronello
- Gela
- Imera Meridionale o Salso Himeras
  - Morello
- Naro
- Platani
- Magazzolo
- Verdura
- Carboj
- Belice
  - Belice sinistro
  - Belice destro
- Arena
- Mazaro
- Marsala
- Fiumefreddo
- San Leonardo
- Torto
- Imera Settentrionale
- Pollina
- Tusa
- San Fratello

## Sardegna

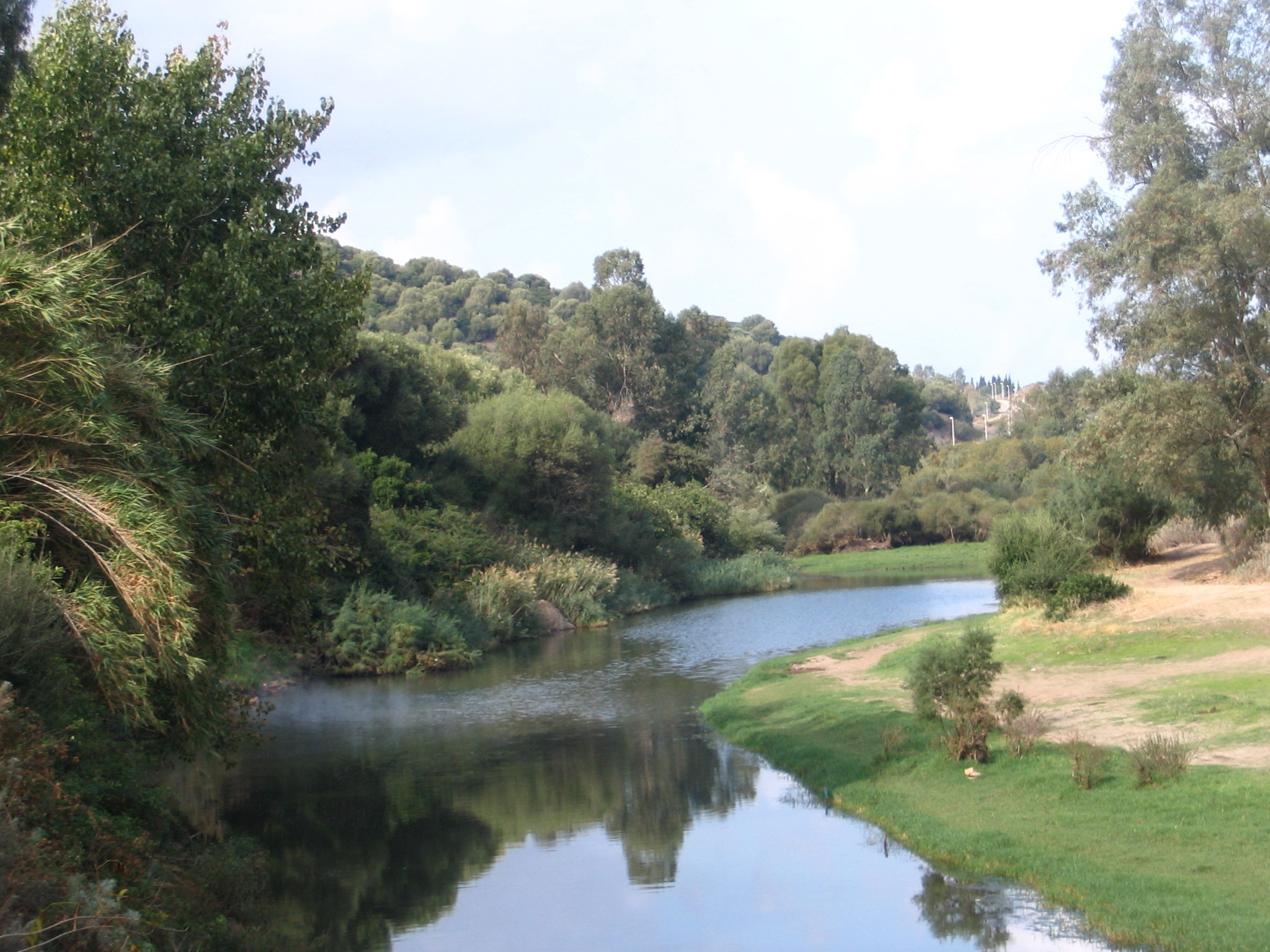
Il Coghinas presso Santa Maria.

- Flumendosa
  - Flumineddu del Flumendosa
- Cedrino
  - Isalle
  - Flumineddu del Cedrino
- Rio Posada
  - Mannu di Posada
- Liscia (fiume)
  - Bassacutena
- Coghinas
  - Mannu del Coghinas
- Mannu di Porto Torres
- Temo
- Tirso
  - Taloro
- Cixerri
- Mannu di Barumini
  - Riu Mannu di Villaspeciosa
  - Santu Teru
    - Cardaxius
- Mannu di Senorbì
- Fiume Santo